# Sheshukoviaceae
Famille
Les Sheshukoviaceae sont une famille d'algues de l'embranchement des Bacillariophyta (Diatomées), de la classe des Mediophyceae et de l’ordre des Hemiaulales.

## Étymologie
Le nom de la famille vient du genre type Sheshukovia, sans doute dédié à la botaniste russe Sheshukova-Poretzkaya (d) qui étudia les diatomées fossiles du Rift Dniepr-Donets (en) (Ukraine).

## Description
Le genre type Sheshukovia se présente sous la forme de cellules coloniales, formant des chaînes en zigzag ; triangulaires en « vue de valve », carrées en « vue de ceinture ». 
Les plastides sont nombreux et irrégulièrement discoïdes. Les valves sont triangulaires avec de légères surélévations arrondies aux angles, lesquelles sont séparées du reste de la valve par des sillons peu profonds. La surface de la valve peut être lisse ou granuleuse. Les aréoles sont larges, contenant des cribles, disposées en rangées rayonnant à partir du centre, où il peut y avoir une zone unie ; les aréoles centrales sont généralement plus grandes que celles situées vers le bord de la face de la valve ou sur le manteau. 
Les manteaux sont distincts, verticaux, aréolés, les aréoles étant plus petites sous les élévations. À l'intérieur, les valves ont une zone centrale unie et des nervures marginales ; certaines nervures peuvent être plus développées. Les ocelles sont en relief sur les élévations, dotées d'un bord uni, entourant des rangées de petits pores. 
Les rimoportules sont centrales, formant des angles opposés avec des tubes externes longs et éparpillés, et des tubes externes courts ; cette disposition est probablement variable selon les espèces. 
Le cingulum est composé de copules complètes, avec des rangées verticales de pores.

## Distribution
Le genre type Sheshukovia est un genre épiphyte marin commun et un genre fossile de l'étage Paleogene.

## Liste genres
Selon AlgaeBase (10 août 2022) :
- Entogonia Greville, 1863
- Euodiella P.A.Sims, 2000
- Flexibiddulphia Simonsen, 1987
- Medlinia P.A.Sims , 1998
- Sheshukovia Glezer, 1975

## Systématique
Le nom correct complet (avec auteur) de ce taxon est Sheshukoviaceae Gleser.
Selon AlgaeBase (10 août 2022), le genre type Sheshukovia a :
- comme espèce type : Sheshukovia kolbei var. uralensis (A.P.Jousé) Z.I.Glezer, 1975
- comme espèce holotype :  Triceratium var. uralense A.P.Jousé, 1951
- comme espèce lectotype : Triceratium favus Ehrenberg,  1839

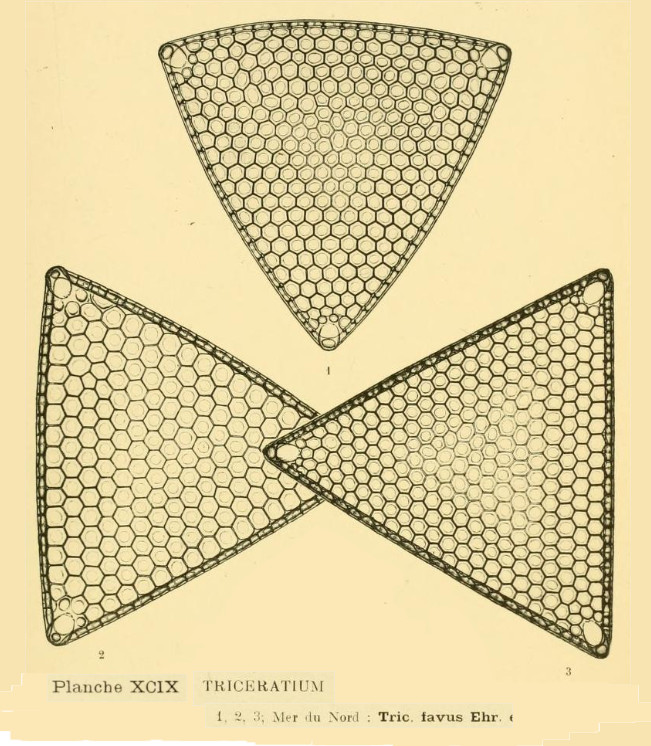
Triceratium favus Ehr (d'après H.&M. Peragallo)

Cette famille n’est pas souvent reconnue, certains de ses membres étant répartis entre la famille des Biddulphiaceae (Euodiella, Medlinia ) et des Triceratiaceae (Sheshukovia).
En 2015 cependant, J. Witkowski et ses collaborteurs constatent que « la séparation du genre Sheshukovia d’avec le genre Triceratium est justifiée, mais (ils précisent que) Sheshukovia est un taxon hétérogène comprenant au moins trois groupes morphologiquement distincts ».